# Chiasmodon braueri
Chiasmodon braueri és una espècie de peix de la família dels quiasmodòntids i de l'ordre dels perciformes.

## Descripció
Fa 4,4 cm de llargària màxima.

## Alimentació
El seu nivell tròfic és de 3,34.

## Hàbitat i distribució geogràfica
És un peix marí, pelàgic (entre 150 i 2.326 m de fondària), oceànic i oceanòdrom, el qual viu a l'Índic occidental (Indonèsia i el mar de Banda) i l'Atlàntic oriental (05° 05′ N, 13° 27′ W).

## Observacions
És inofensiu per als humans i el seu índex de vulnerabilitat és baix (10 de 100).